# Yendi (Ghana)
Pour les articles homonymes, voir Yendi.
Yendi (également orthographiée Jendi à l'époque coloniale allemande) est la seconde ville de la Région du Nord. C'est également la capitale du pays Dagbon et le siège du diocèse de Yendi, qui dépend de l'archidiocèse de Tamale.

## Histoire
Capitale traditionnelle du royaume Dagbon depuis environ 1620, Yendi est une ville relativement ancienne dont les origines remonteraient au XVe siècle.
Vers la fin du XVIIe siècle ou le début du XVIIIe siècle, la région s'islamise sous le règne du roi Dagomba Zangina. Ce changement marque le début d'une ère de prospérité importante pour les petits bourgs du pays Dagomba comme Yendi ou Salaga, qui tissent des liens commerciaux solides avec les territoires haoussa au Nord, ainsi qu'avec les peuples Akans au Sud ou les Yorubas à l'Est.

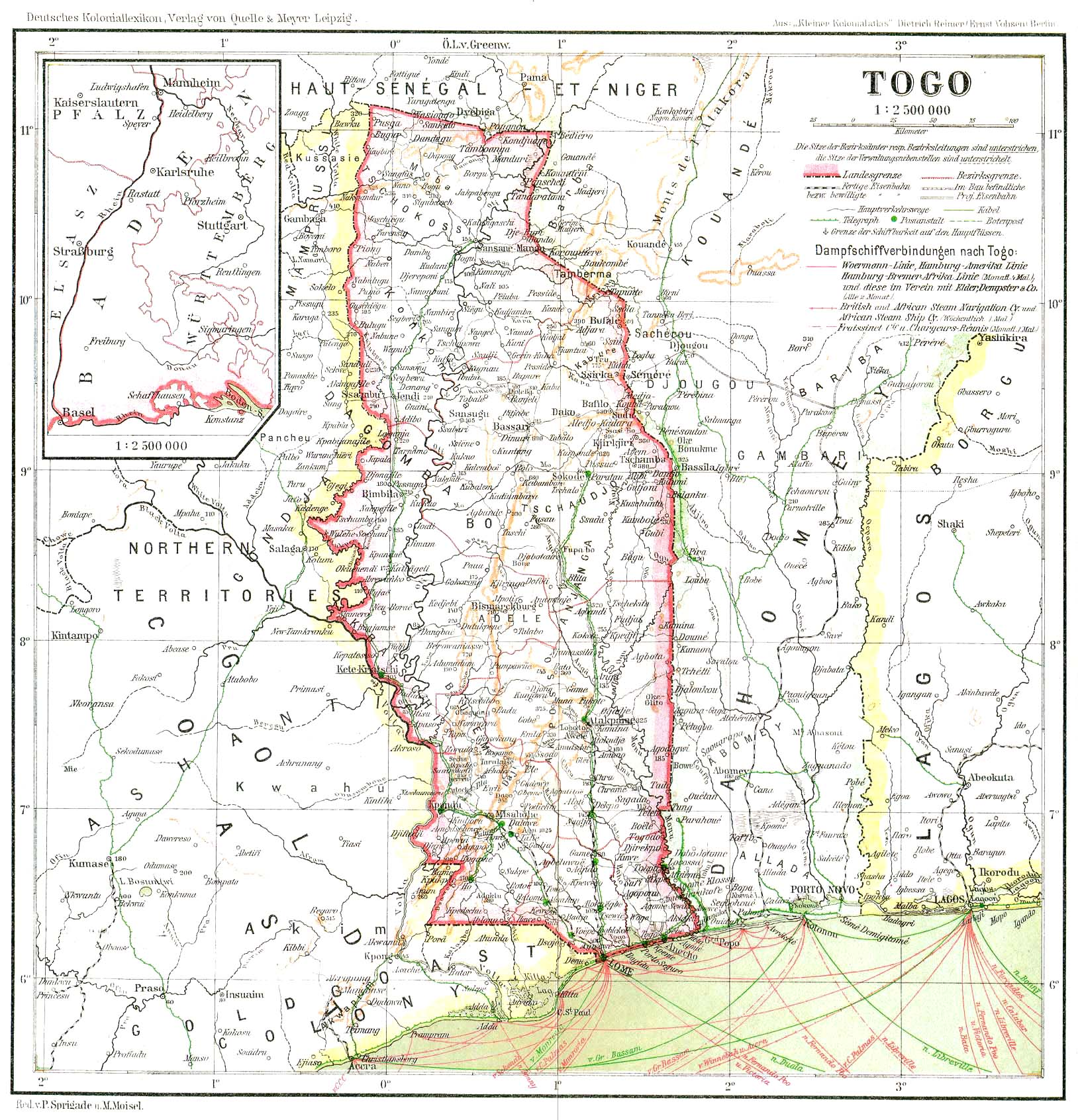
Carte du Togoland en 1915

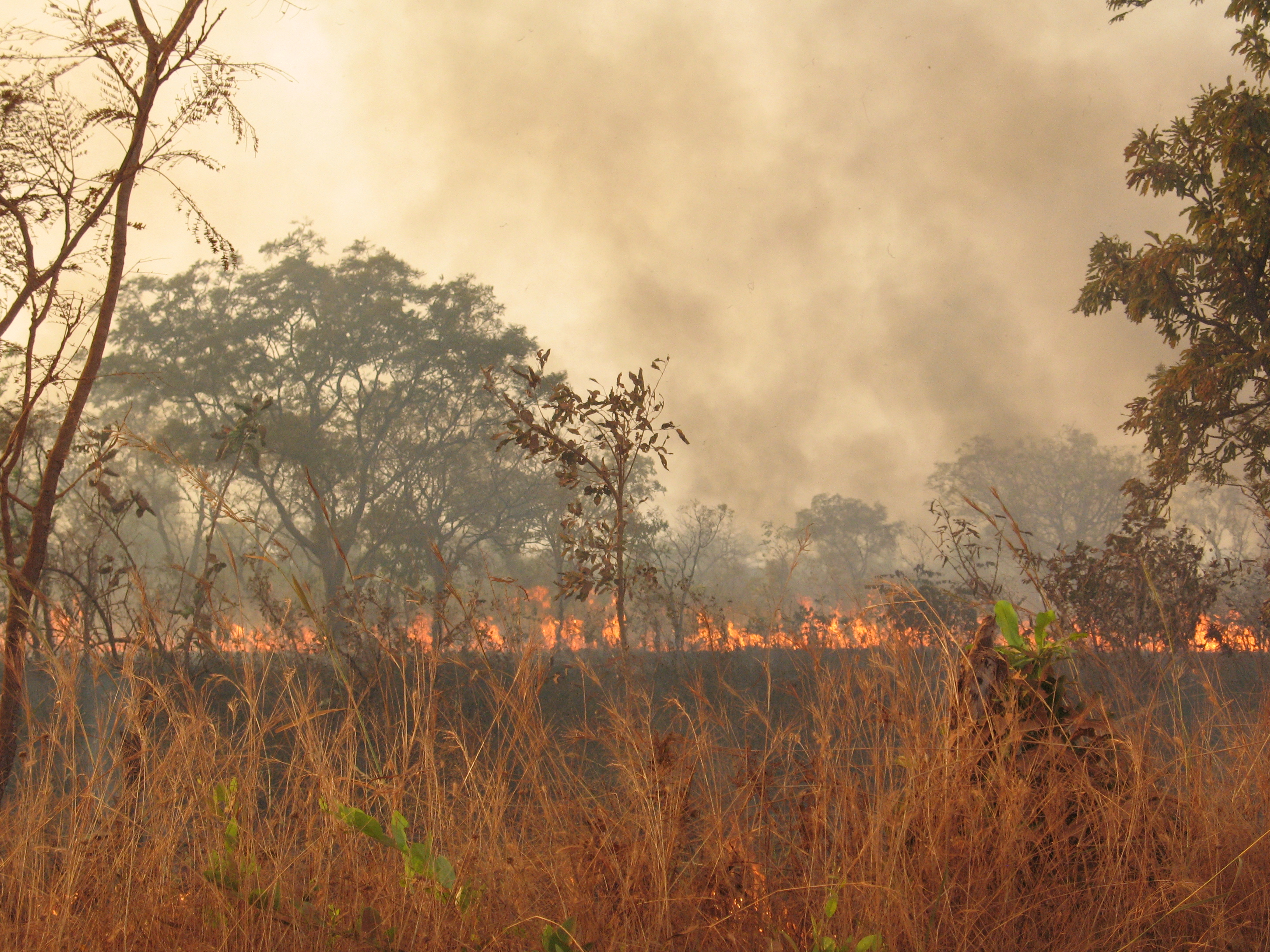
Feu de brousse sur la route de Bimbila à Yendi en 2010

La création de la colonie allemande du Togoland le 5 juillet 1884, dans la région côtière de l'actuel Togo marque le début d'une compétition entre les puissances coloniales de l'époque pour étendre leur influence dans les terres plus au Nord. En 1896, après plusieurs mois de préparation dans l'ombre, le pouvoir colonial allemand décide de s'attaquer au puissant royaume Dagomba. En mai, un émissaire allemand, le Dr Gruner, est envoyé en territoire Dagomba sous un prétexte anodin. Le roi Dagomba, qui porte le titre traditionnel de Na, refuse à ce dernier le passage, donnant ainsi aux Européens un prétexte pour préparer une expédition armée. Cette dernière est lancée pendant la période de l'harmattan, une époque de l'année où le vent chaud et poussiéreux venu du Sahara souffle et qui coïncide avec le moment où les populations rurales brûlent la savane. L'intention des Allemands était de s'assurer un avantage décisif contre les guerriers Dagomba dont les méthodes de combat nécessitaient de grands espaces pour évoluer. L'affrontement a lieu le 4 décembre 1896 à 15 km au Sud de Yendi, dans le village d'Adibo qui donna son nom à la bataille historique d'Adibo. Grâce à la supériorité de son armement, l'expédition allemande s'assure la victoire et brûle la ville de Yendi le jour même. Malgré cette victoire historique sur le peuple Dagomba, il fallut trois ans à l'administration coloniale allemande pour soumettre la région, une période à l'issue de laquelle la ville est de nouveau détruite.
Dès le début de la Première Guerre mondiale, Yendi passe sous administration britannique lors de la capitulation de la colonie le 26 août 1914 face à l'avancée des troupes françaises et britanniques.
Elle fait officiellement partie du Togoland britannique lorsque le Royaume-Uni obtient un mandat de la Société des Nations pour administrer le territoire le 27 décembre 1916. Peu de développements ont lieu pendant l'administration britannique, à l'exception de la création d'une école de commerce, implantée à Yendi à l'initiative du gouverneur Guggisberg dans les années 1920, et qui dispensait un enseignement technique et professionnel. Cette école sera déplacée plus tard dans la capitale régionale Tamale.
Yendi rejoint finalement la Côte de l'Or le 13 décembre 1956 à l'issue d'un référendum organisé dans le  Togoland britannique et supervisé par l'Organisation des Nations unies, juste avant l'indépendance de la colonie qui marque la naissance du Ghana moderne, le 6 mars 1957.
À la fin des années 1960, une guerre de succession du Na, le roi des Dagombas, couve entre le clan Abudu et le clan Andani, qui revendiquent chacun la légitimité de la peau (l'équivalent du trône pour les cultures occidentales). Le pic des tensions est atteint le 9 septembre 1969 avec l'arrestation de 700 personnes à la suite de manifestations violentes en ville. Ce ne sera que la première d'une série de montées de violences qui vont ternir l'image de la ville aux yeux du pays jusqu'à nos jours.
En 1994, la « guerre de la pintade » (ou Guinea Fowl War en anglais), à laquelle les Dagombas prennent part, fait jusqu'à plusieurs milliers de morts dans la Région du Nord, dont certains à Yendi, tandis que des conflits inter tribaux ont lieu à Voggu et Zabzugu.
Plus récemment, en mars 2002, la guerre entre les clans Abudu et Andani a pris des proportions inquiétantes. Les violences - qui ont coûté la vie à au moins 40 personnes dans la ville - ont atteint leur point d'orgue avec l'assassinat du vieux roi Ya Na Yakubu Andani II, dont le règne a duré plus de 30 ans, le 27 mars 2002. Ces actes ont amené le pouvoir central d'Accra à déclarer un couvre-feu à Yendi et Tamale pendant plusieurs mois.
Ces évènements ont encore aujourd'hui un effet négatif sur le développement commercial et social de la ville. Le problème de succession du trône royal Dagbon reste un sujet très sensible, prétexte à des envolées de violence à chaque nouveau développement comme en témoignent les derniers agissements des clans après l'arrestation le 10 avril 2010 d'une quarantaine de personnes suspectées d'être impliquées dans l'assassinat de Ya Na Yakubu Andani II.

## Géographie

### Situation et cadre physique
Yendi fait partie des localités ghanéennes par lesquelles passe le méridien de Greenwich, tout comme la cité portuaire de Tema.
La ville est distante de la capitale Accra de 750 km par la route de la Région de la Volta qui passe par Ho et de 730 km par la route de Kumasi. En outre, 100 km séparent la ville de la capitale de la Région du Nord, Tamale.
Le site de Yendi est situé sur un terrain plat, avec de très légères dénivellations, à 155 mètres d'altitude.

### Climat
Le climat de Yendi est caractérisé par des températures élevées et des précipitations modérées qui tombent en grande majorité pendant une saison des pluies qui s'étend de mai à septembre. La saison sèche s'étend de novembre à février.
| Mois                              | jan. | fév. | mars | avril | mai | juin | jui. | août | sep. | oct. | nov. | déc. | année |
| --------------------------------- | ---- | ---- | ---- | ----- | --- | ---- | ---- | ---- | ---- | ---- | ---- | ---- | ----- |
| Température minimale moyenne (°C) | 20   | 22   | 24   | 24    | 23  | 22   | 22   | 22   | 22   | 21   | 20   | 19   | 19    |
| Température maximale moyenne (°C) | 35   | 37   | 37   | 36    | 33  | 30   | 29   | 29   | 30   | 32   | 35   | 35   | 37    |
| Précipitations (mm)               | 2    | 7    | 61   | 77    | 134 | 169  | 198  | 219  | 249  | 104  | 9    | 6    | 1 235 |

### Districts limitrophes

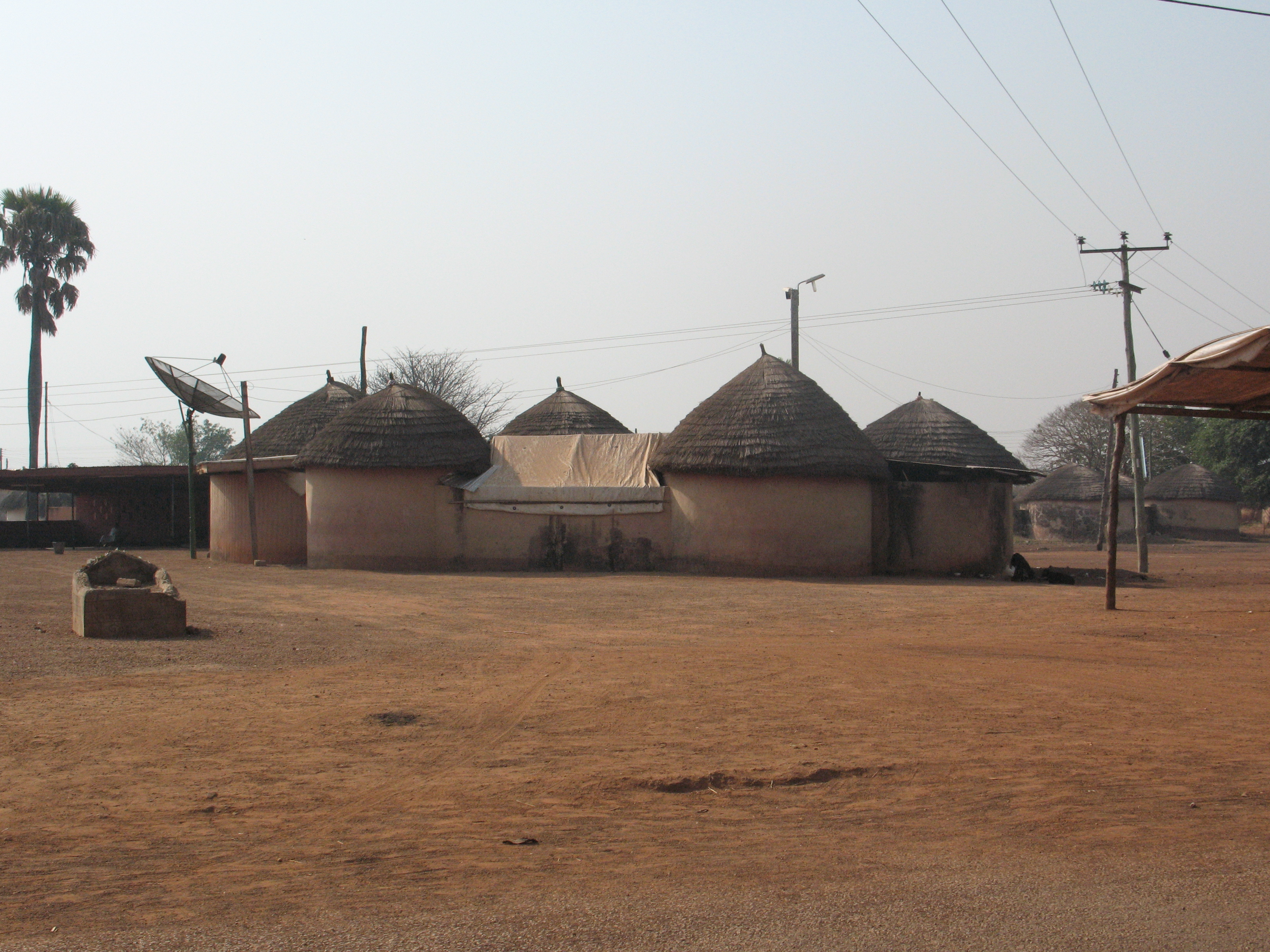
Maison traditionnelle dans le centre de Yendi

Yendi appartient au district de Yendi municipalité. Sept districts l'entourent, tous situés dans la Région du Nord :
| Savelugu/Nanton     | Gushiegu     | Saboba/Chereponi |  |
| Tamale municipalité | Yendi        |                  |  |
| Gonja est           | Nanumba nord | Zabzugu/Tatale   |  |

## Démographie
Les Dagombas constituent la majorité des habitants de la ville, mais d'autres groupes, comme les Konkomba, les Akans, les Ewe, les Basari, les Mossis et les Haoussa sont aussi représentés. Le taux de croissance annuel de la ville se situe en 2009 à 2,9 %.

## Religion
La religion dominante est l'Islam.
Un diocèse catholique a été érigé à Yendi le 16 mars 1999. Il est suffragant de l'archidiocèse de Tamale.

## Administration
La ville de Yendi est dirigée par un Conseil Urbain qui met en œuvre les plans de développement locaux et gère les infrastructures de la ville et du district, comme l'hôpital gouvernemental, les sapeurs-pompiers, etc..

## Économie

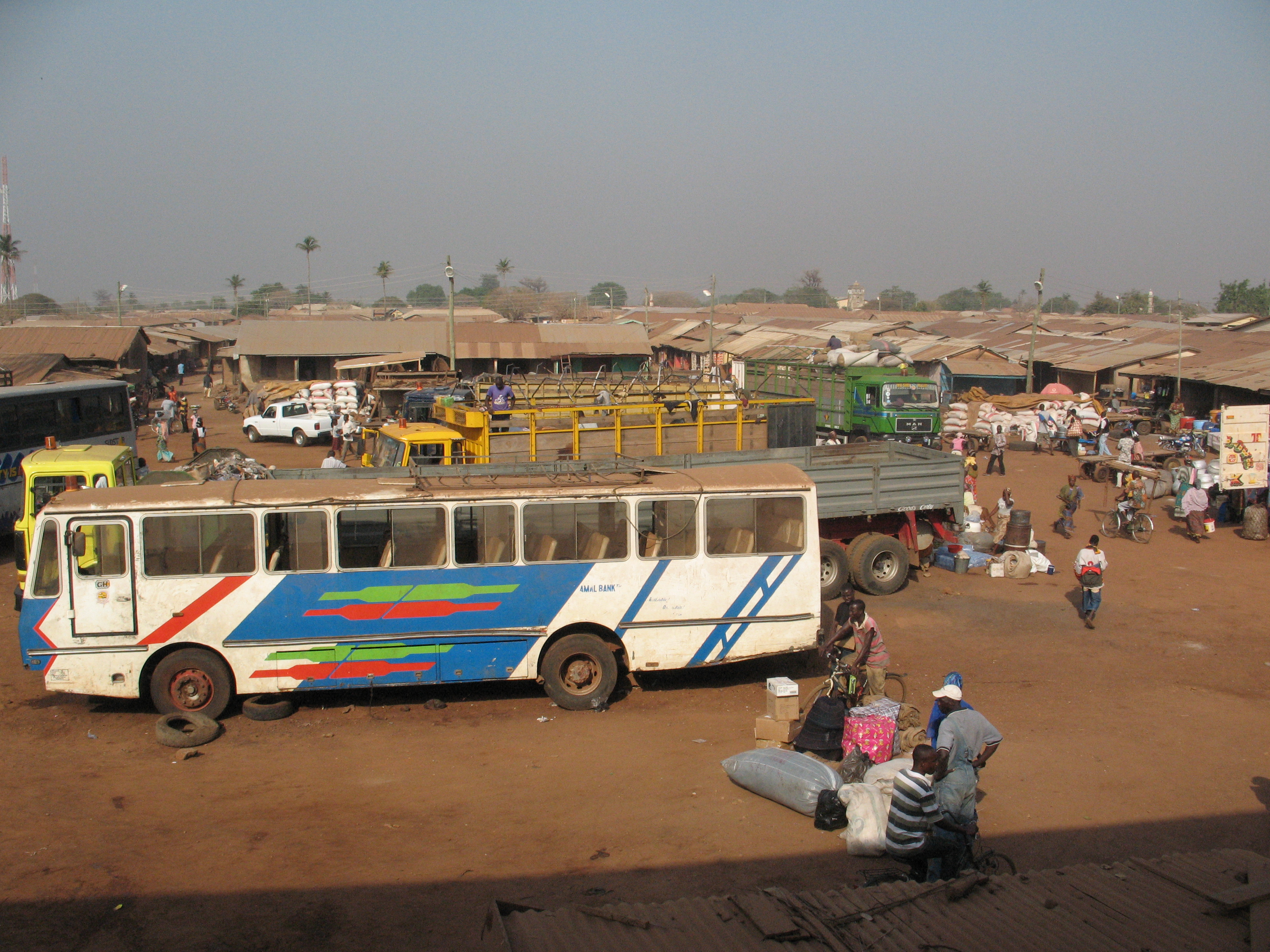
Le site du marché de Yendi

L'économie locale est dominée par l'agriculture de subsistance, dont dépend plus de 80 % de la population de Yendi. Le marché est également un lieu commercial important pour la région même si le conflit de 2002 et les tensions qui ont suivi ont notablement ralenti son activité (certains moments parmi les plus chauds ont eu pour théâtre le site du marché, où plusieurs personnes ont trouvé la mort au cours de fusillades).
La présence bancaire est réduite : on ne trouve qu'une banque commerciale, Ghana Commercial Bank Limited ainsi qu'une banque rurale, Bonzali Rural Bank Limited. La banque de développement Agriculture Development Bank Limited opère également à Yendi.

## Transport et communication

### Le réseau routier

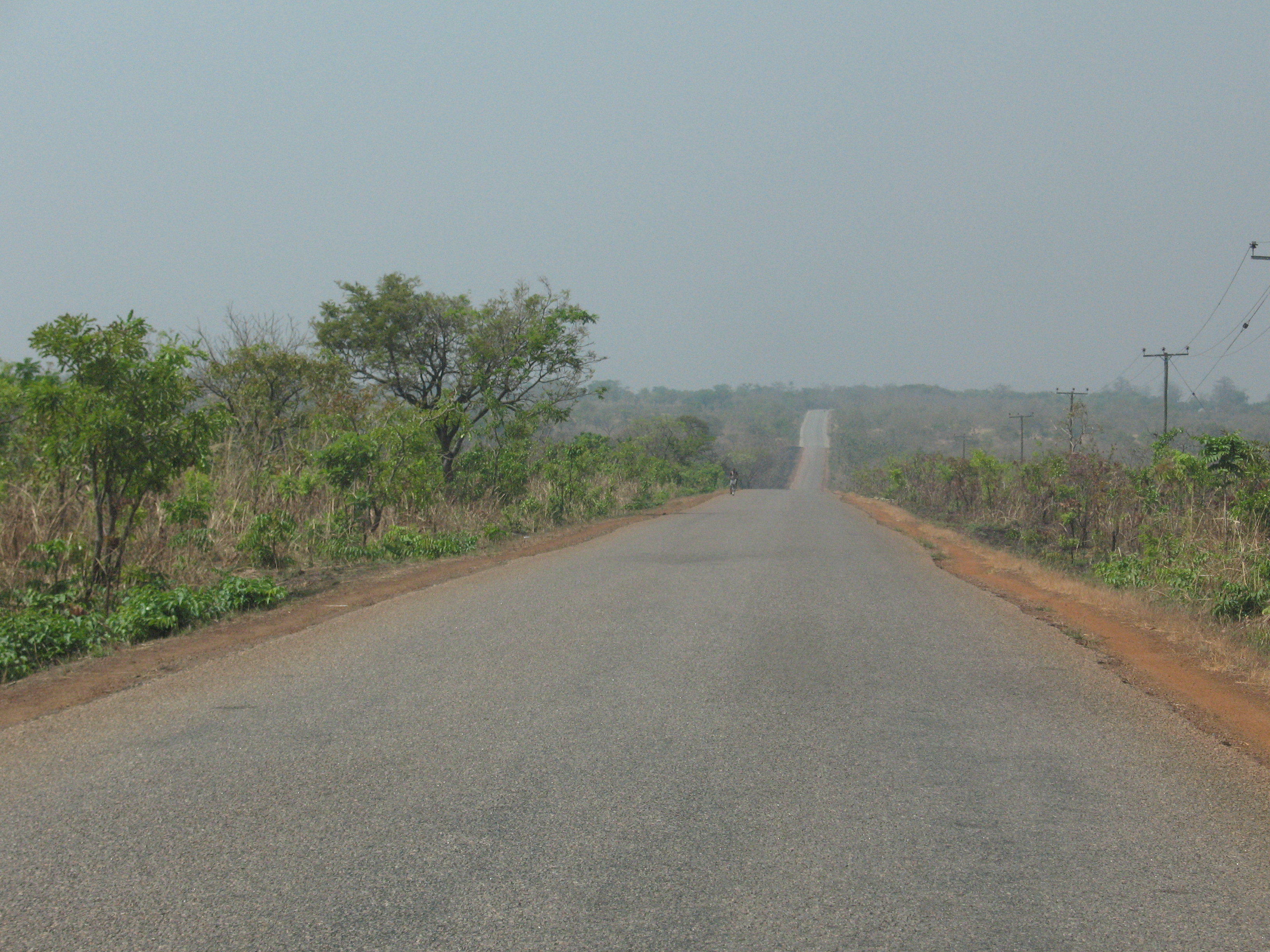
La route reliant Tamale à Yendi

Yendi est desservie avant tout par une route goudronnée en très bon état, venant de Tamale. Vers le Sud, en direction du district de Nanumba nord et de la ville de Bimbila, seulement 16 km sont goudronnés, le reste étant une piste difficilement praticable en saison des pluies, jusqu'à Kadjebi en Région de la Volta. Au Nord et à l'Est, en direction des villes de Gushiegu et Zabzugu, le lien est assuré par des pistes de qualité équivalente.

### Transport aérien
Yendi dispose d'un petit aérodrome (code OACI : DGLY) qui opère une piste de 1 372 mètres. Aucun vol commercial n'est opéré de cet aérodrome.

### Poste et Télécommunications
Yendi abrite le bureau de poste du district de Yendi municipalité. La ville est connectée au réseau téléphonique traditionnel et est desservie par les principaux opérateurs de téléphonie mobile du pays.

## Tourisme
Yendi n'est pas renommée pour son potentiel touristique. Très peu d'établissements permettant de séjourner en ville existent. Quelques curiosités sont pourtant situées sur le territoire de la municipalité :
La Tombe de Mahama Dan Issah Alias Baba Ato’s (« Babatu ») se trouve à Yendi. Il s'agit d'un chef de guerre fameux qui organisait des raids pour capturer des membres des tribus voisines pour les revendre comme esclaves, au XIXe siècle. Il serait originaire d'une tribu située sur le territoire du Niger actuel et certaines reliques et instruments qu'il utilisait pour enchaîner les esclaves ont été préservés par des membres de sa descendance à Yendi.
Le Site de Na Dataa Tua est un lieu où les hommes ayant eu des rapports sexuels avec une des femmes du Ya Na étaient décapités. On trouve sur ce site la pierre sacrificielle ainsi qu'un baobab au pied duquel on jetait la tête des suppliciés.
Le Cimetière allemand, aussi appelé localement German grave regroupe des tombes de soldats allemands et néerlandais morts durant l'époque coloniale ou pendant les guerres avec les Dagombas qui ont précédé cette période.
Certaines tombes ont toutefois été reconnues comme étant celles de missionnaires américains des années 1900, vraisemblablement décédés du paludisme.

## Éducation
La municipalité dispose des infrastructures éducatives de base, à savoir plusieurs écoles maternelles et primaires, plusieurs collèges ainsi que 2 lycées et une école professionnelle.

## Personnalités célèbres nées à Yendi

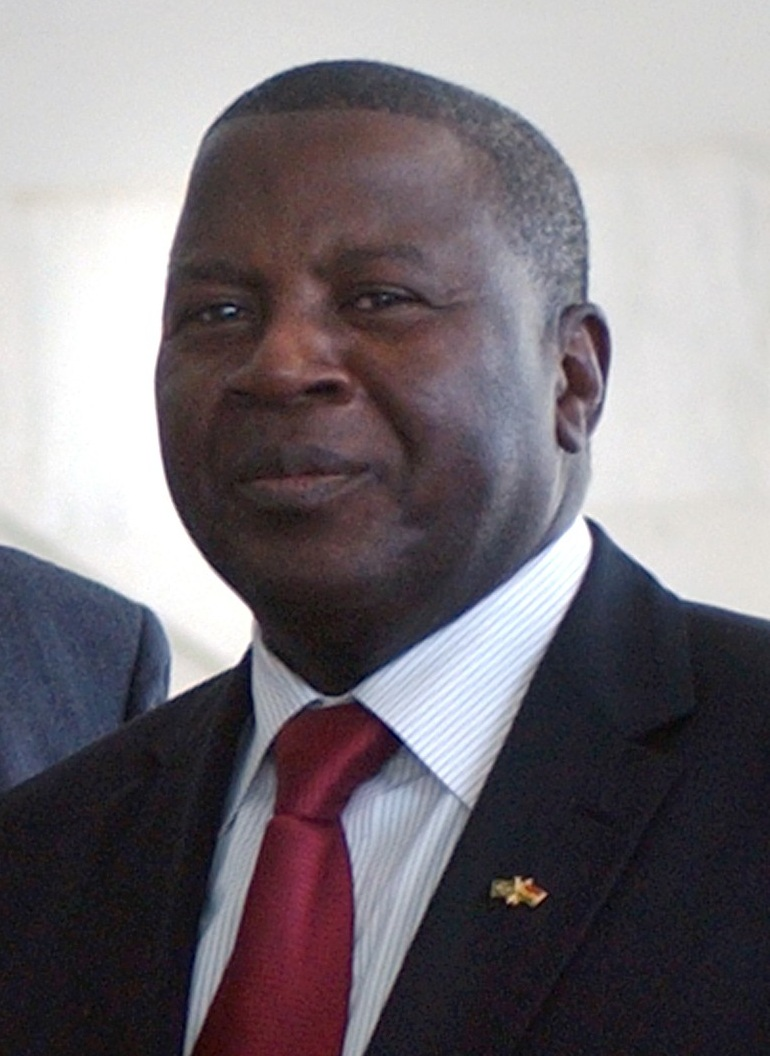
A. Mahama

- Aliu Mahama, ancien Conseiller du district de Yendi municipalité, ancien Conseiller municipal de Tamale, ancien Président du Comité pour le développement économique de Tamale-Louisville, ancien Vice-président du Ghana sous l'administration Kufuor.